# Bierascienawa
Bierascienawa (biał. Берасценава; ros. Берестеново, Bieriestienowo) – wieś na Białorusi, w obwodzie witebskim, w rejonie orszańskim, w sielsowiecie Andrejeuszczyna, nad Dnieprem.
W stanie ruiny zachował się tu XIX-wieczny drewniany dwór.